# Гарпал
Га́рпал (др.-греч. Ἅρπαλος, ум. в 324 году до н. э.) — друг и казначей Александра Великого.
Гарпал происходил из знатного верхнемакедонского рода, который до объединения Македонии в единое государство при Филиппе II царствовал в Элимее. Он был другом детства Александра Македонского, с которым, возможно, даже обучался у Аристотеля.
По причине слабого телосложения Гарпал не смог стать военным. Александр назначил своего друга детства казначеем. На этой должности Гарпал проявил себя одновременно талантливым организатором и управленцем и в то же время казнокрадом и расточителем царской казны. В конце 325 года до н. э. Гарпал, опасаясь казни, бежал. С собой он забрал громадную сумму в 5 тысяч талантов из царской казны. Гарпал надеялся собрать собственную армию и заручиться поддержкой Афин. В конечном итоге он оказался в афинской тюрьме, а его деньги в Акрополе.
Впоследствии он бежал и был убит одним из своих наёмников. Когда афиняне посчитали количество денег, то обнаружили всего около 350 талантов. За этим последовал судебный процесс, на котором искали виновных в пропаже, а также получивших взятки от Гарпала. Одним из результатов суда стало изгнание из Афин знаменитого оратора Демосфена.

## Происхождение. Ранние годы

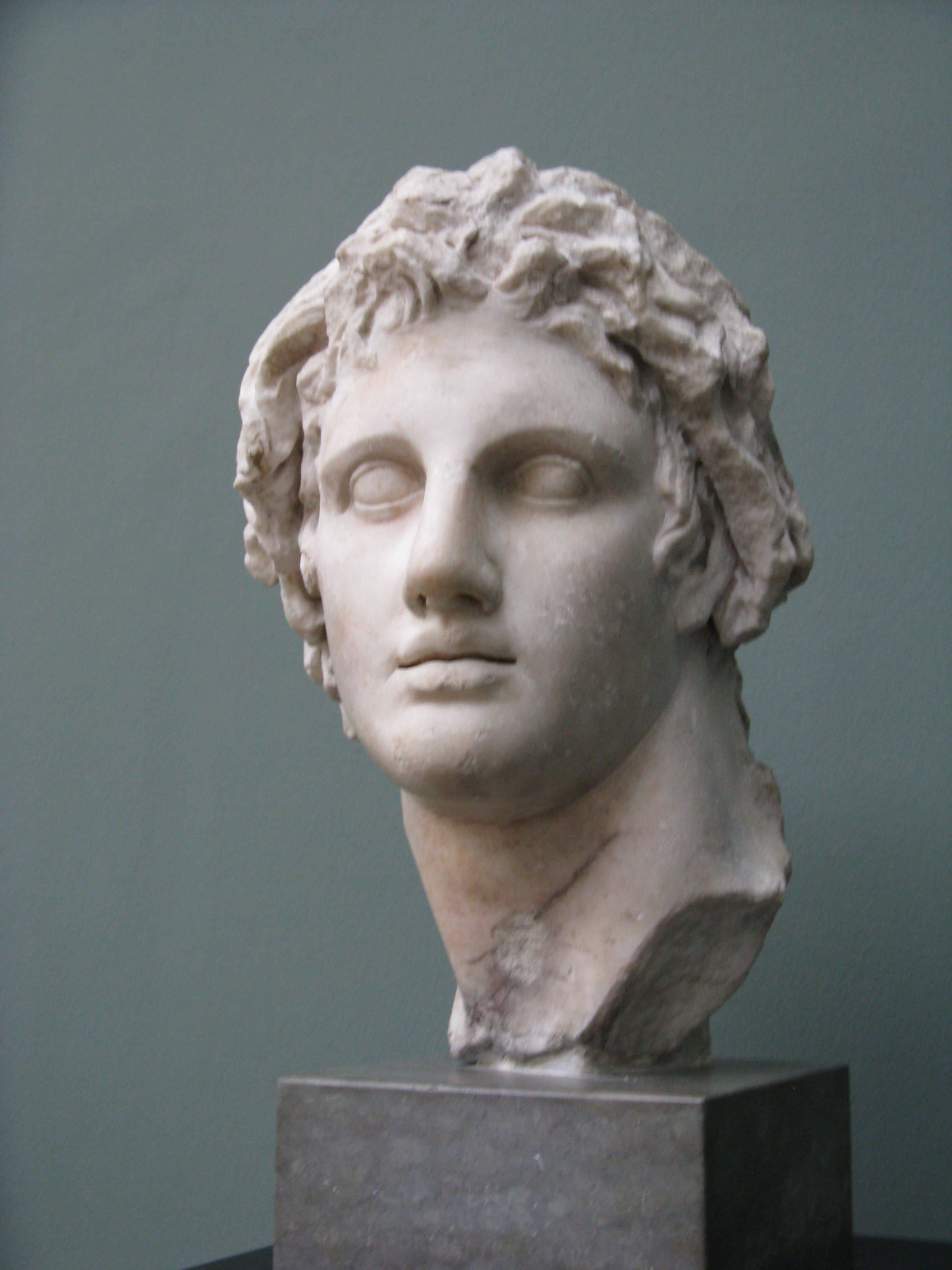
Другом детства Гарпала был Александр Македонский
Античный бюст в Новой глиптотеке Карлсберга, Копенгаген, Дания

Гарпал происходил из знатного верхнемакедонского рода, который вплоть до воцарения Филиппа II не подчинялся власти македонских царей. Историк Ф. Шахермайр подчёркивает, что царский элимейский род, к которому принадлежал Гарпал, хоть и был вынужден признать верховную власть Македонии, питал к своим новым властителям плохо скрываемую неприязнь. Его отец Махат был братом царя Элимеи Дерды III и одной из жён Филиппа II Филы. Также у Махата было по меньшей мере ещё два сына — Филипп и Таурон. Античные и современные источники упоминают сына Гарпала Каласа. По мнению В. Хеккеля, из-за близости возраста персонажей это не соответствует действительности. Возможно, Калас был двоюродным братом, сыном одноимённого дяди Гарпала, либо представителем некогда правящей династии Элимеи. К родственникам Гарпала также, по всей видимости, относился посол к скифам Дерда (также встречаются именования Берда и Пенда). Историкам практически ничего неизвестно о родственниках Гарпала. Некогда влиятельная династия элимиотских князей после смерти Филиппа II пришла в упадок.
Согласно альтернативной версии Гарпал мог и не быть выходцем из Элимеи. В эпиграфических источниках из данной области нет упоминаний имени Гарпала, в то время как оно зафиксировано во многих областях Нижней Македонии.
Впервые в античных источниках он упомянут в качестве друга детства и доверенного лица Александра Македонского. По мнению историков Б. Г. Гафурова и Д. Цибукидиса, он обучался вместе с юным царевичем в Миезе у Аристотеля. Также Гарпала называют учеником основателя ботаники Теофраста. Ещё при жизни Филиппа II он был изгнан вместе с несколькими друзьями Александра Птолемеем, Неархом, Лаомедоном и Эригием. Плутарх связывает это с участием в попытке авантюрной женитьбы Александра на дочери персидского сатрапа Пиксодара Аде. Как только Александр взошёл на царский престол, Гарпал вернулся и «был осыпан величайшими почестями». Э. Кэрни отнесла Гарпала к числу союзников матери Александра Олимпиады.

## Во время походов Александра Македонского
Во время похода Александра в Азию Гарпал по причине физической слабости, которая не давала возможности нести воинскую службу, был назначен казначеем. Незадолго до битвы при Иссе в ноябре 333 года до н. э. он по наущению Тавриска бежал с частью царской казны. Некоторое время находился в Мегариде и, возможно, готовился к побегу в Италию к Александру Эпирскому, однако в 331 году до н. э., после того как получил сообщение от Александра с прощением, вернулся к царю и вновь занял пост казначея.
В 330 году до н. э. находился в Экбатане, где получил на хранение деньги из казны персидского царя из Персеполя. Также ему подчинялись финансовые управители сатрапий империи. Гарпал стал не только хранителем, но и распорядителем царской казны. В его задачи также входили контроль за дорогами и интендантская служба.
В Экбатане по приказу Александра по подозрению в заговоре был убит один из наиболее опытных военачальников Парменион. Участие Гарпала в устранении Пармениона, хоть и не подтверждается античными источниками, видится историкам весьма вероятным. В это время царский казначей стал связующим звеном между Александром и Македонией. В частности, Плутарх упоминает, как Гарпал по приказу царя доставил ему множество греческих книг. Перед началом индийского похода в 327 году до н. э. Александр поручил Гарпалу управлять царской сокровищницей в Вавилоне.
Также Гарпал занимался обустройством садов и парков в Вавилонии. Ему удалось привить на новой земле многие виды греческих деревьев, из которых сложились тенистые рощи. Попытка акклиматизировать священное растение Диониса плющ, что имело бы для греков и македонян сакральное значение, завершилась провалом. Возможно, во время ботанических опытов Гарпал консультировался со своим учителем Теофрастом. Так как во время работ не было ограничений в деньгах и рабочей силе, то их результаты, по всей видимости, были использованы в трудах «отца ботаники» Теофраста.
На должности казначея, не рассчитывая на возвращение Александра, Гарпал стал тратить деньги из казны самым экстравагантным способом. Среди прочего он выписал к себе из Афин знаменитую гетеру Пифионику, которая даже родила ему дочь. После смерти своей пассии Гарпал воздвиг в её честь храм Афродите Пифионике в Вавилоне и величественный памятник в Афинах. При описании памятника древнегреческий географ II века Павсаний утверждал, что «из надгробных памятников, которые выделяются по величине и по красоте, … другой же соорудил македонянин Гарпал … наиболее достойный осмотра среди всех, какие только были у эллинов в древние времена». Дикеарх так охарактеризовал строение: «исполинский памятник, которому нет даже отдалённо подобного. Сперва хочется сказать, что это, несомненно, памятник Мильтиаду, или Периклу, или Кимону, или иному из доблестных мужей, и что воздвигнут он на общественный счёт или хотя бы с общественного согласия. Но когда приглядишься и увидишь, что это памятник гетере Пифионике, то что после этого думать?»
Следующей пассией Гарпала стала афинская гетера Гликера. Бронзовую статую этой женщины он поставил в сирийском Россе и предоставил в её распоряжение царский дворец в Тарсе. Вслед за гетерой в Тарс, пренебрегая своими обязанностями, из Вавилона переехал сам Гарпал. Связь со знаменитыми афинскими гетерами можно рассматривать не только в контексте гедонистических мотивов, но и тем мостиком, через который Гарпал налаживал отношения с влиятельными афинскими политиками. Также Гарпал заигрывал с афинским демосом и щедро поставлял продовольствие в город. За это он был даже удостоен афинского гражданства.
Кроме своих личных дел, Гарпал продолжал выполнять предписания Александра. Среди прочего он смог направить в Индию 7 тысяч солдат и 25 тысяч шлемов и панцирей. Поведение Гарпала не было тайной для Александра. Однако царь считал обвинения клеветой либо преувеличением. Александр не хотел верить, что друг его детства во второй раз решится потерять расположение царя.

## Бегство и гибель
По окончании индийского похода Гарпал в конце 325 года до н. э., опасаясь гнева Александра и не надеясь на помилование, взял из казны пять тысяч талантов и бежал. Новость о предательстве Гарпала так поразила Александра, что вначале он даже приказал заковать в цепи вестников, так как предполагал предательство и наговор на своего казначея. Практическим последствием, по одной из версий, стали приказы сатрапам о роспуске войск, декрет о возвращении изгнанников и официальное обожествление Александра. Этим македонский царь стремился минимизировать политические последствия и восстания в Греции вследствие появления предателя с громадными средствами и армией наёмников. Ситуация нашла отображение в поставленной в 324 году до н. э. сатировской комедии «Аген» Пифона из Катаны, в которой высмеивали страсть Гарпала к гетерам и его позорное бегство.
В начале 324 года до н. э. Гарпал прибыл в Киликию, где собрал эскадру кораблей и набрал войско из 6 тысяч наёмников. С этими силами он отправился в Афины. Вначале горожане не просто отказали Гарпалу в убежище, но и по совету Демосфена запретили заходить в афинскую гавань. Тогда он переправил основную часть своих сил на Тенарон в Пелопоннесе, а сам вновь, но уже без войска прибыл в Афины. Там он обратился к народному собранию с просьбой предоставить убежище. Свои сокровища Гарпал использовал для подкупа ораторов. Плутарх, который брал информацию из трудов Феопомпа, передаёт историю о том, как Гарпал смог подкупить Демосфена. Сначала оратор выступал против предоставления убежища бывшему казначею Александра. Через несколько дней при осмотре имущества Гарпала Демосфена поразил один из кубков. Он спросил о весе сосуда, на что получил ответ: «Для тебя — двадцать талантов». Ночью люди Гарпала принесли в дом оратора кубок и сумму в двадцать талантов. На следующий день Демосфен пришёл в народное собрание с закутанным горлом. На предложение выступить он жестами показывал, что потерял голос. Остроумные афиняне пошутили, что «этот недуг — последствие золотой лихорадки, которая трясла оратора ночью». Древнегреческий географ Павсаний отвергал данную версию. По его утверждениям, после смерти Гарпала в руки Филоксена попало письмо с перечислением подкупленных афинян. Имени Демосфена среди них не было. В любом случае решение приютить беглого казначея Александра Македонского вызвало многочисленные споры среди афинского демоса. С одной стороны, оно должно было вызвать гнев со стороны македонян, с другой — побудить других беженцев переводить в Афины свои средства и наёмников, в которых город нуждался для предстоящего противостояния с Македонией.
Согласно Квинту Курцию Руфу, Александр даже начал готовиться к экспедиции против Афин. Ситуация с Гарпалом стала носить угрожающий характер после того, как требования о его выдаче одновременно предъявили наместник Александра в Македонии Антипатр, мать Александра и царица Эпира Олимпиада, для которой беглец был в первую очередь прежним союзником, а также сатрап Филоксен. Выполнение требования кого-либо из них грозило афинянам гневом двух других влиятельных представителей в империи Александра. В данной ситуации, по предложению Демосфена, Гарпала арестовали, а его деньги поместили в Акрополь. При этом они отказались выдавать беглого казначея, официально заявив, что передадут его лишь личным эмиссарам от Александра. Таким образом, афиняне оставляли поле для дипломатических манёвров, так как могли как выдать Гарпала, так и сделать его своим союзником.
Тем временем состоялись переговоры между Демосфеном и доверенным лицом Александра Никанором. Об их деталях античные источники умалчивают. Несомненным является то, что ситуацию с Гарпалом обсуждали, а судьба бывшего царского казначея была предметом торга между Афинами и Македонией. После завершения переговоров Гарпалу позволили бежать. Сначала он отправился на Тенарон, где находилась его армия наёмников, а затем с войском отплыл в Кидонию на Крите. Там Гарпал, не позднее октября 324 года до н. э., был убит командиром наёмников Фиброном. По другим версиям, Гарпал был убит бывшими при нём слугами или рабами либо неким македонянином Павсанием.

## Судьба гарпаловых денег. Суд в Афинах

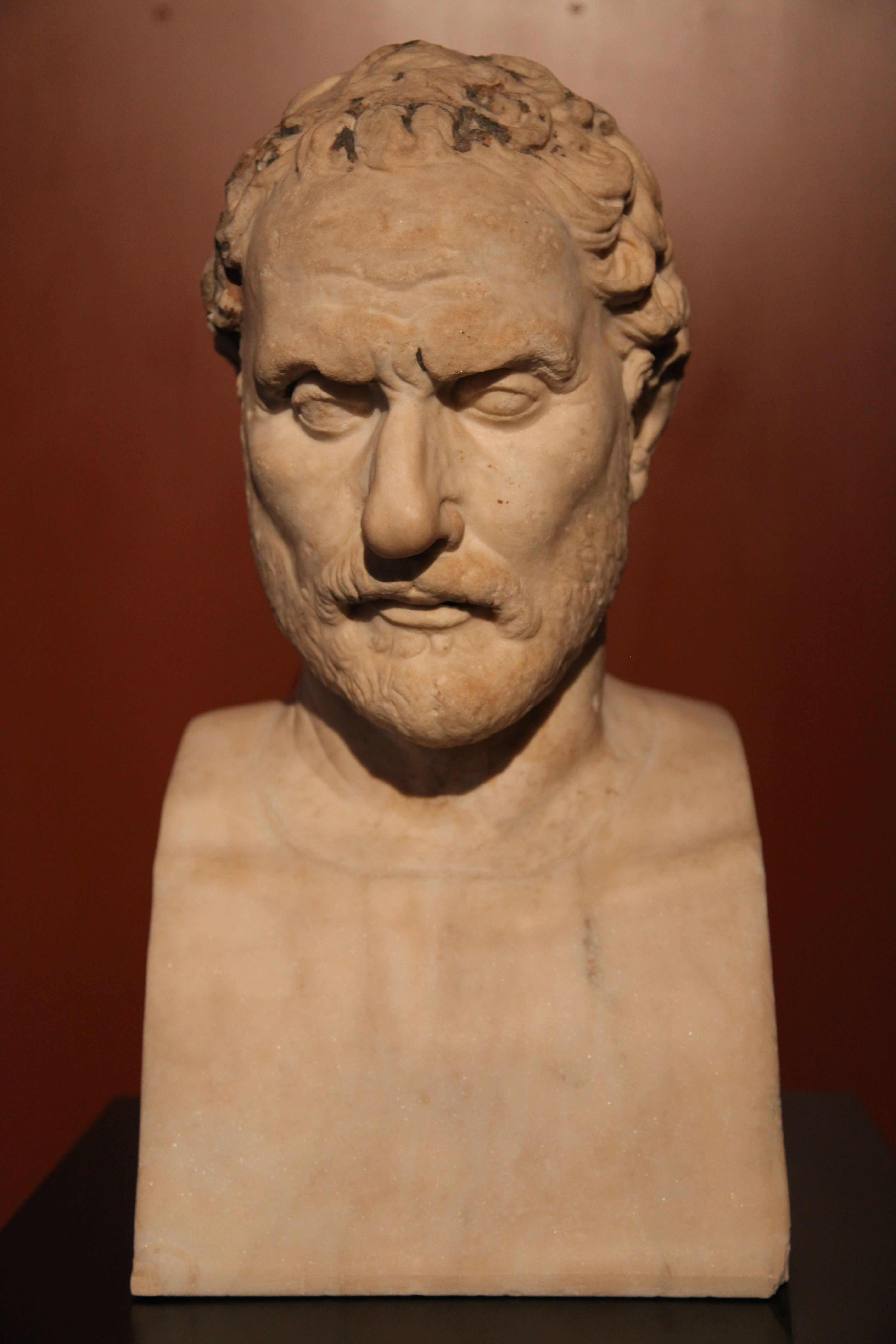
Результатом дела Гарпала, среди прочего, стало изгнание из Афин знаменитого оратора Демосфена

Часть гарпаловых денег сохранилась. При подсчёте средств в Акрополе, оказалось, что из первоначальных нескольких тысяч талантов сохранилось лишь 350. Это разоблачение вызвало скандал. Ряд ведущих афинских политиков обвинили в получении взяток от Гарпала. Об обстоятельствах процесса современникам известно из речей Динарха «Против Демосфена», «Против Аристогитона» и «Против Филокла», а также из сохранившихся фрагментов речи Гиперида «Против Демосфена по поводу денег Гарпала». Демосфен, который находился в числе основных подозреваемых, потребовал проведения суда. К тому же оратор и не отрицал получение денег от Гарпала. С его слов, он взял тридцать талантов взаймы для проведения общегородских празднеств.
Через шесть месяцев разбирательств Ареопаг предоставил перечень тех, кто получал деньги от Гарпала. Список возглавил Демосфен, который, по мнению суда, получил двадцать талантов. Знаменитого оратора приговорили к уплате штрафа в пятьдесят талантов, хоть он и просил, если его признают виновным, смертного приговора. После решения Ареопага Демосфен был вынужден стать изгнанником. Демад также отделался штрафом, который, в отличие от Демосфена, без труда выплатил. В список виновных попали Филокл, Харикл, Аристогитон и Каллисфен. В результате судебного процесса город лишился знаменитого и принципиального оратора Демосфена и талантливого полководца Филокла. Аристогитон, которого обвинили в получении от Гарпала относительно небольшой суммы в 20 мин, был оправдан.
Предположительно, часть гарпаловых денег пошла на оплату наёмников Леосфена и финансирование Ламийской войны.

## Оценки
Гарпал, не заботясь об ответственности своего сана и привыкнув к наслаждениям и расточительности, начал самым разнузданным образом проматывать царские сокровища и пользоваться всем должностным своим влиянием только для того, чтобы удовлетворить своему обжорству и сладострастию. Его жизнь была скандалом для всего света, и насмешка комических поэтов Греции соревновала с неудовольствием более серьёзных людей, предавая его имя всеобщему презрению; в это время появилось открытое письмо Феопомпа к Александру, где он приглашал царя положить конец этому безобразию.
В античных источниках Гарпала оценивали исключительно казнокрадом и распутником, бесчестным человеком, который предал облагодетельствовавшего его царя. Сходное отношение к Гарпалу было у немецкого историка И. Г. Дройзена и И. Ш. Шифмана. Другие историки не столь однозначны в оценках. Ф. Шахермайр и А. С. Шофман считали Гарпала полезным для Александра управленцем, которому были не чужды стяжательство и вымогательство. Его талант организатора, благодаря которому он, возможно, получил прощение после первого бегства перед битвой при Иссе, проявился в налаживании чеканки монеты из персидских сокровищ, должном обеспечении армии вооружением и вербовке наёмников. Действия чиновника можно рассматривать и в контексте борьбы за власть. Гарпал был уверен в гибели Александра в Индии. Гарпал одним из первых начал готовить почву для последующей неминуемой борьбы за власть, в которой ему понадобились бы деньги и армии наёмников. Такое поведение Гарпала произвело большое впечатление на Александра. Недобросовестность, враждебность и ожидание смерти царя в кругу друзей юности и близких соратников наиболее отчётливо проявились в поведении Гарпала.
Бегство Гарпала в Афины также можно рассматривать в контексте желания спасти жизнь, а не предательства. После казни его дальнего родственника Клеандра Гарпалу также грозила смерть, так как у Александра могло накопиться много вопросов и к своему казначею.
Дело Гарпала было свидетельством начинающегося распада империи Александра, признаком её поразительной непрочности. Ситуация, когда влиятельный чиновник с царской казной и армией наёмников прибывает в город на окраине империи, свидетельствует о недостатках в управлении государством. Молодой царь умел побеждать на поле боя и завоёвывал всё новые и новые земли, но имел весьма слабый контроль над этими территориями.

### Исследования
- Гаибов В. А., Кошеленко Г. А. Кочевники Средней Азии в эпоху Александра Македонского (данные письменных источников) // Вестник древней истории. — 2005. — Вып. 252, № 1. — С. 103—127.
- Гафуров Б. Г., Цибукидис Д. И. Александр Македонский и Восток. — М.: Наука, 1980.
- Дройзен И. Г. История эллинизма. История Александра Великого. — М.: Академический проект, 2011. — 623 с. — (Технологии истории). — ISBN 978-5-8291-1304-9.
- Кембриджская история древнего мира / под редакцией Д.-М. Льюиса, Дж. Бордмэна, С. Хорнблоуэра, М. Оствальда. Перевод, научное редактирование, примечания А. В. Зайкова. — М.: Ладомир, 2017. — Т. VI. Четвёртый век до нашей эры. Второй полутом. — 720 с. — ISBN 978-5-86218-542-3.
- Кузьмин Ю. Н. Македонская аристократическая семья из Берои // Вестник древней истории. — 2008. — № 3. — С. 152—161.
- Маринович Л. П. Греки и Александр Македонский (К проблеме кризиса полиса). — М.: Наука, 1993. — 287 с. — ISBN 5-02-017392.
- Поршнев В. П. Естественнонаучные коллекции Мусея Аристотеля-Феофраста // Труды Санкт-Петербургского государственного института культуры. — 2015. — Т. 212. — С. 27—49. — ISSN 2308-0051.
- Поршнев В. П. Садово-парковое искусство государства Селевкидов // Вестник Санкт-Петербургского государственного института культуры. — 2020. — Вып. 45, № 4. — С. 85—92. — ISSN 2619-0303.
- Сивкина Н. Ю. Мифологизация и рационализация образа знаменитой царицы Македонии // Исторический журнал: научные исследования. — 2022. — № 1. — С. 48—56. — doi:10.7256/2454-0609.2022.1.37557.
- Шахермайр Ф. Александр Македонский. — Ростов-на-Дону: Феникс, 1997. — 576 с. — (Исторические силуэты). — ISBN 5-85880-313-Х.
- Шифман И. Ш. Александр Македонский / ответственный редактор Э. Д. Фролов. — Л.: Наука, 1988. — ISBN 5-02-027233-7.
- Шофман А. С. Восточная политика Александра Македонского / Печатается по постановлению редакционно-издательского совета Казанского университета. Отв. редактор В. Д. Жигунин. — Казань: Издательство Казанского университета, 1976.
- Berve H. 143. Άρπαλος // Das Alexanderreich auf prosopographischer Grundlage (нем.). — München: C. H. Beck`sche Verlagsbuchhandlung, 1926. — Bd. 2. — S. 75—79.
- Ehrhardt C. Christopher W. Blackwell, In the absence of Alexander : Harpalus and the failure of of Macedonian authority. Lang classical studies, v. 12. New York: Peter Lang, 1999. 185 pages ; 24 cm. ISBN 0820439878 Review (англ.) // Bryn Mawr Classical Review. — Philadelphia: Bryn Mawr College, 2001. — 21 May. — ISSN 1055-7660.
- Heckel W. Harpalus // Who's Who in the Age of Alexander the Great: Prosopography of Alexander's Empire (англ.). — Malden; Oxford; Carlton: Blackwell Publishing, 2006. — P. 129—131. — ISBN 1-4051-1210-7.
- Heckel W. Who's Who in the Age of Alexander and his Successors. From Chaironea to Ipsos (338—301 BC) (англ.). — Barnsley: Greenhill Books, 2021. — 554 p. — ISBN 978-1-78438-648-1.
- Sealey R.[англ.]. Who was Aristogeiton? // Bulletin of the Institute of Classical Studies. — Oxford University Press, 1960. — Т. 7, вып. 1. — С. 33—43. — doi:10.1111/j.2041-5370.1960.tb00633.x. — JSTOR 43645961.